# Старое Крещено
Старое Крещено (мар. Тошто Крешын) — деревня в Оршанском районе Республики Марий Эл. Входит в состав Великопольского сельского поселения.

## География
Находится в северной части республики Марий Эл на расстоянии приблизительно 12 км по прямой на юг-юго-восток от районного центра посёлка Оршанка.

## История
Известна с 1786 года как деревня с населением из новокрещёных мари. В XIX веке деревня значилась ещё под названием Крессолье (Крестсола). В 1836 году в деревне Старое Крещено в 27 дворах проживали 217 человек, в 1877 году в 36 дворах — 258 человек. В 1905 году в деревне в 56 дворах проживали 489 человек. В 1925 году в деревне значилось 90 дворов, проживали 430 мари и 15 русских. В 1940 году в 105 хозяйствах проживали 379 человек, в 1955 году в 187 дворах проживали 366 человек. В 2003 году здесь оставалось 135 хозяйств. В советское время работали колхозы «Сила», «Корембал», «Яркая звезда», имени ОГПУ, «Онар» («Богатырь») и имени Шкетана.

## Население
Население составляло 430 человек (мари 91 %) в 2002 году, 433 в 2010.

## Местные достопримечательности
Дом-музей Я. П. Майорова-Шкетана

## Известные уроженцы
- Волков Арсений Афанасьевич (Арси́й Во́лков) (1923—1994) —  марийский советский и российский писатель-драматург, актёр, журналист, прозаик, член Союза писателей СССР с 1951 года. Заслуженный деятель искусств Марийской АССР (1967). Участник Великой Отечественной войны.
- М. Шкетан (Я́ков Па́влович Майо́ров) (1898—1937) — марийский писатель, переводчик, журналист и общественный деятель. Основоположник марийской драматургии.
- Руссина Римма Арсентьевна (1931—2000) — марийская советская актриса театра. Одна из ведущих актрис Марийского театра драмы имени М. Шкетана (1954–1989). Народная артистка Марийской АССР (1977).
- Янаев, Константин Ильич (1931—1994) — советский и российский строитель. Бригадир комплексной бригады строительного управления № 8 Марийского строительного треста (1968—1988). Заслуженный строитель РСФСР (1969). Член КПСС.